# Chinese lepelsteur
De Chinese lepelsteur (Psephurus gladius) was een straalvinnige vis uit de familie van de lepelsteuren (Polyodontidae), orde steurachtigen (Acipenseriformes), die voorkwam in de binnenwateren van Azië. De vis werd ook wel de reuzenpanda van de rivieren genoemd omdat hij zo zeldzaam was. De soort is in 2022 door de IUCN als uitgestorven verklaard.

## Beschrijving
De vis kon een maximale lengte bereiken van 7 meter en tot 450 kilo wegen. Het lichaam had een langgerekte vorm. De ogen waren symmetrisch en normaal van vorm. De bek zat aan de onderkant van de kop.

## Leefwijze
De zoetwatervis kwam voor in een subtropisch klimaat en was voornamelijk te vinden in rivieren. Het dieet  bestond hoofdzakelijk uit dierlijk voedsel. Het was een roofvis die jaagde op macrofauna en andere vissoorten.

## Uitgestorven
De Chinese lepelsteur was voor riviervissers een commercieel aantrekkelijke vangst. In de jaren 1970 werd gemiddeld nog 25 ton per jaar verhandeld. In de decennia daarna werd duidelijk dat de soort door overbevissing en de aanleg van dammen sterk met uitsterven werd bedreigd. Het laatst aangetroffen exemplaar werd door een stroper gedood op 8 januari 2007 in Jiayu County aan de Yangtze. In 2020 werd in een rapport van de Chinese academie voor visserijwetenschappen vastgesteld dat uitsterving van de soort, die tenminste 200 miljoen jaren geleden al bestond, een officieel feit is.